# Euphya davisi
Euphya davisi är en tvåvingeart som beskrevs av Steyskal 1973. Euphya davisi ingår i släktet Euphya och familjen Pyrgotidae. Inga underarter finns listade i Catalogue of Life.